# Cilicaeopsis laevis
Cilicaeopsis laevis är en kräftdjursart som beskrevs av Hugo Frederik Nierstrasz 1931. Cilicaeopsis laevis ingår i släktet Cilicaeopsis och familjen klotkräftor. Inga underarter finns listade i Catalogue of Life.